# زمین مجازی
در الکترونیک یک زمین مجازی (یا زمین مجازی) یک گره از یک مدار است که در یک پتانسیل مرجع ثابت نگه داشته می‌شود، بدون اینکه مستقیماً به پتانسیل مرجع وصل شود. در بعضی موارد پتانسیل مرجع به عنوان سطح زمین شناخته می‌شود و گره مرجع به عنوان یک نتیجه به نام «زمین» نامیده می‌شود.
مفهوم زمین مجازی به تجزیه و تحلیل مدار در تقویت‌کننده‌های عملیاتی و مدارهای دیگر کمک می‌کند و اثرات مداوم عملیات مدار را فراهم می‌کند که در روش‌های دیگر دشوار است.
در نظریه مدار، یک گره ممکن است هر مقدا جریان یا ولتاژ داشته باشد، اما پیاده‌سازی فیزیکی زمین مجازی، محدودیت‌های توانایی انتقال فعلی و امپدانس غیر صفر دارد که ممکن است عوارض جانبی عملی داشته باشد.
یک تقسیم ولتاژ، با استفاده از دو مقاومت، می‌تواند برای ایجاد یک گره زمین مجازی استفاده شود. اگر دو منبع ولتاژ به صورت سری با دو مقاومت متصل شوند، می‌توان نشان داد که نقطه میانی اگر زمین باشد مجازی می‌شود

## ساخت و ساز
یک تقسیم ولتاژ، با استفاده از دو مقاومت، می‌تواند برای ایجاد یک گره زمین مجازی استفاده شود. اگر دو منبع ولتاژ به صورت سری با دو مقاومت متصل شوند، می‌توان نشان داد که نقطه میانی زمین مجازی می‌شود اگر
{\displaystyle {\frac {V_{\text{out}}}{V_{\text{in}}}}=-{\frac {R_{\text{f}}}{R_{\text{in}}}}}

Op-amp inverting amplifier

گاهی زمین مجازی را ریل شکاف دهنده می‌نامند. چنین مداری از یک تقویت‌کننده عملیاتی یا یک عنصر مدار دیگر استفاده می‌کند. از آنجا که تقویت‌کننده عملیاتی بهره تقویت حلقه بازه بسیار بالایی دارد، اختلاف پتانسیل بین ورودی‌های آن زمانی که یک شبکه بازخورد اجرا می‌شود، صفر می‌شود. این بدان معنی است که خروجی ورودی معکوس (از طریق شبکه بازخورد) را با ولتاژ کافی برای کاهش اختلاف بین ورودی‌ها به میکروولت‌ها تأمین می‌کند؛ بنابراین، تا آنجا که تقویت‌کننده در منطقه خطی خود کار می‌کند (خروجی اشباع نشده، فرکانس‌ها در محدودهٔ opamp)، ولتاژ در ترمینال خروجی با توجه به زمین واقعی ثابت می‌ماند و مستقل از باریست که به آن متصل شده. این ویژگی «زمین مجازی» را مشخص می‌کند.

## کاربردها
ولتاژ یک مقدار دیفرانسیل است که بین دو نقطه ظاهر می‌شود. به منظور مقابله با یک ولتاژ (یک پتانسیل الکتریکی) یک نقطه واحد، نقطه دوم باید به نقطه مرجع (زمین) متصل شود. معمولاً پایانه‌های منبع تغذیه به عنوان زمین‌های پایدار عمل می‌کنند؛ هنگامی که نقاط داخلی منابع قدرت مرکب قابل دسترسی هستند، آن‌ها همچنین می‌توانند به عنوان زمینه‌های واقعی خدمت کنند.
اگر نقطه داخلی منبع دسترسی وجود نداشته باشد، مدارهای مدار خارجی دارای ولتاژ پایدار نسبت به پایانه‌های منبع می‌توانند به عنوان مجازی مصنوعی به کار بروند. چنین نقطه‌ای باید پتانسیل پایدار داشته باشد که در هنگام بارگذاری متصل نمی‌شود.